# 로이 파르멜리
리로이 얼 파르멜리(영어: Leroy Earl Parmelee, 1907년 4월 25일~1981년 8월 31일)는 미국의 전직 프로 야구 선수로, 포지션은 투수였다. 1929년부터 1939년까지 메이저 리그 베이스볼(MLB)의 뉴욕 자이언츠, 세인트루이스 카디널스, 시카고 컵스, 필라델피아 애슬레틱스 등지에서 뛰었다.